# Gáshólmur
Gáshólmur ist eine kleine Insel auf der Südseite von Sørvágsfjørður auf den Färöern. Östlich der Insel liegt eine weitere Insel, Tindhólmur.
Die Insel ist unbewohnt und die einzigen Lebewesen sind Seevögel und Schafe, die für jeden Sommer von den Einheimischen aus Sørvágur auf die Insel verbracht werden.
Am nordwestlichen Ende von Gáshólmur befindet sich der Leuchtturm Gåsholm.